# 대한민국 국토교통부 장관
국토교통부 장관(國土交通部 長官)은 국토교통부를 대표하는 직위로, 국무위원으로 보한다.

## 임명
- 국무위원 중에서 국무총리의 제청으로 대통령이 임명하며, 국무총리는 해임을 건의할 수 있다.
- 국회는 임명에 대한 인사청문회

## 역할
- (정부조직법 제7조제1항) 각 행정기관의 장은 소관사무를 통할하고 소속공무원을 지휘·감독한다.
- (정부조직법 제42조제1항) 국토교통부장관은 국토종합계획의 수립 · 조정, 국토 및 수자원의 보전 · 이용 및 개발, 도시 · 도로 및 주택의 건설, 해안 · 하천 및 간척, 육운 · 철도 및 항공에 관한 사무를 발표한다.

## 역대 장관

### 교통부 장관
| 정부        | 대수           | 이름                              | 임기                              | 비고                                                          |
| ----------- | -------------- | --------------------------------- | --------------------------------- | ------------------------------------------------------------- |
| 제1공화국   | 초대           | 민희식(閔熙植)                    | 1948년 8월 2일~1948년 10월 4일    |                                                               |
| 제1공화국   | 2대            | 허정(許政)                        | 1948년 10월 4일~1950년 5월 10일   | 이승만 대통령 사임 이후 두 차례 권한대행을 역임 국무총리 역임 |
| 제1공화국   | 3대            | 김석관(金錫寬)                    | 1950년 5월 10일~1953년 2월 3일    |                                                               |
| 제1공화국   | 4대            | 윤성순(尹珹淳)                    | 1953년 2월 3일~1954년 2월 10일    |                                                               |
| 제1공화국   | 5대            | 이종림(李鍾林)                    | 1954년 2월 10일~1957년 6월 9일    |                                                               |
| 제1공화국   | 6대            | 문봉제(文鳳濟)                    | 1957년 6월 9일~1958년 9월 9일     |                                                               |
| 제1공화국   | 7대            | 최인규(崔仁圭)                    | 1958년 9월 9일~1959년 3월 20일    |                                                               |
| 제1공화국   | 8대            | 김일환(金一煥)                    | 1959년 3월 20일~1960년 4월 28일   |                                                               |
| 제1공화국   | 9대            | 석상옥(石常玉)                    | 1960년 4월 28일~1960년 8월 19일   |                                                               |
| 제2공화국   | 10대           | 정헌주(鄭憲柱)                    | 1960년 8월 23일~1960년 9월 12일   |                                                               |
| 제2공화국   | 11대           | 박해정(朴海楨)                    | 1960년 9월 12일~1961년 5월 3일    |                                                               |
| 제2공화국   | 12대           | 박찬현(朴瓚鉉)                    | 1961년 5월 3일~1961년 5월 18일    |                                                               |
| 제2공화국   | 13대           | 김광옥(金光玉)                    | 1961년 5월 20일~1961년 8월 16일   |                                                               |
| 제2공화국   | 14대           | 박춘식(朴春植)                    | 1961년 8월 16일~1963년 2월 8일    |                                                               |
| 제2공화국   | 15대           | 김윤기(金允基)                    | 1963년 2월 8일~1964년 7월 8일     |                                                               |
| 제3공화국   | 15대           | 김윤기(金允基)                    | 1963년 2월 8일~1964년 7월 8일     |                                                               |
| 16대        | 안경모(安京模) | 1964년 7월 8일~1967년 10월 3일    |                                   |                                                               |
| 17대        | 박경원(朴璟遠) | 1967년 10월 3일~1968년 5월 21일   |                                   |                                                               |
| 18대        | 강서룡(姜瑞龍) | 1968년 5월 21일~1969년 10월 21일  |                                   |                                                               |
| 19대        | 백선엽(白善燁) | 1969년 10월 21일~1971년 1월 28일  |                                   |                                                               |
| 20대        | 장성환(張盛煥) | 1971년 1월 28일~1971년 11월 24일  |                                   |                                                               |
| 21대        | 김신(金信)     | 1971년 11월 24일~1974년 9월 18일  |                                   |                                                               |
| 21대        | 김신(金信)     | 1971년 11월 24일~1974년 9월 18일  | 제4공화국                         |                                                               |
| 22대        | 최경록(崔慶祿) | 1974년 9월 18일~1977년 11월 17일  |                                   |                                                               |
| 23대        | 민병권(閔丙權) | 1977년 11월 17일~1978년 12월 22일 |                                   |                                                               |
| 24대        | 황인성(黃寅性) | 1978년 12월 22일~1979년 12월 14일 | 국무총리 역임                     |                                                               |
| 25대        | 유양수(柳陽洙) | 1979년 12월 14일~1980년 5월 22일  |                                   |                                                               |
| 26대        | 김재명(金在命) | 1980년 5월 22일~1980년 9월 2일    |                                   |                                                               |
| 27대        | 고건(高建)     | 1980년 9월 2일~1981년 3월 10일    | 국무총리 역임                     |                                                               |
| 제5공화국   | 28대           | 윤자중(尹子重)                    | 1981년 3월 10일~1982년 5월 21일   |                                                               |
| 제5공화국   | 29대           | 이희성(李熺性)                    | 1982년 5월 21일~1983년 10월 15일  |                                                               |
| 제5공화국   | 30대           | 손수익(孫守益)                    | 1983년 10월 15일~1986년 8월 27일  |                                                               |
| 제5공화국   | 31대           | 차규헌(車圭憲)                    | 1986년 8월 27일~1988년 2월 24일   |                                                               |
| 노태우 정부 | 32대           | 이범준(李範俊)                    | 1988년 2월 25일~1988년 12월 4일   |                                                               |
| 노태우 정부 | 33대           | 김창근(金昌槿)                    | 1988년 12월 5일~1990년 3월 18일   |                                                               |
| 노태우 정부 | 34대           | 김창식(金昶植)                    | 1990년 3월 19일~1990년 12월 27일  |                                                               |
| 노태우 정부 | 35대           | 임인택(林寅澤)                    | 1990년 12월 27일~1992년 3월 31일  |                                                               |
| 노태우 정부 | 36대           | 노건일(盧健一)                    | 1992년 3월 31일~1993년 2월 25일   |                                                               |
| 김영삼 정부 | 37대           | 이계익(李啓謚)                    | 1993년 2월 26일~1993년 10월 18일  | 서해훼리호 침몰 사고에 대한 책임을 지고 경질                  |
| 김영삼 정부 | 38대           | 정재석(丁渽錫)                    | 1993년 10월 18일~1993년 12월 21일 |                                                               |
| 김영삼 정부 | 39대           | 오명(吳明)                        | 1993년 12월 21일~1994년 12월 23일 |                                                               |

### 부흥부 장관
| 정부        | 대수 | 이름           | 임기                            | 비고 |
| ----------- | ---- | -------------- | ------------------------------- | ---- |
| 제 1 공화국 | 초대 | 유완창(兪莞昌) | 1955년 2월 16일~1956년 5월 26일 |      |
| 제 1 공화국 | 2대  | 김현철(金顯哲) | 1956년 5월 26일~1957년 6월 9일  |      |
| 제 1 공화국 | 3대  | 송인상(宋仁相) | 1957년 6월 9일~1959년 3월 20일  |      |
| 제 1 공화국 | 4대  | 신현확(申鉉碻) | 1959년 3월 20일~1960년 4월 28일 |      |
| 제 1 공화국 | 5대  | 전예용(全禮鎔) | 1960년 4월 28일~1960년 8월 19일 |      |
| 제 2 공화국 | 6대  | 주요한(朱耀翰) | 1960년 8월 23일~1960년 9월 12일 |      |
| 제 2 공화국 | 7대  | 김우평(金佑枰) | 1960년 9월 12일~1960년 12월     |      |
| 제 2 공화국 | 임시 | 주요한(朱耀翰) | 1960년 12월~1960년 1월 30일     |      |
| 제 2 공화국 | 8대  | 태완선(太完善) | 1961년 1월 30일~1961년 5월 3일  |      |
| 제 2 공화국 | 9대  | 주요한(朱耀翰) | 1961년 5월 3일~1961년 5월 20일  |      |

### 건설부 장관
| 정부        | 대수 | 이름           | 임기                            | 비고 |
| ----------- | ---- | -------------- | ------------------------------- | ---- |
| 제 2 공화국 | 초대 | 박기석(朴基錫) | 1961년 5월 20일~1961년 6월 22일 |      |
| 제 2 공화국 | 2대  | 신태환(申泰煥) | 1961년 6월 22일~1961년 7월 22일 |      |

### 국토건설청장
| 정부        | 대수 | 이름           | 임기                            | 비고 |
| ----------- | ---- | -------------- | ------------------------------- | ---- |
| 제 2 공화국 | 초대 | 조성근(趙性瑾) | 1961년 7월 20일~1962년 6월 17일 |      |

### 건설부 장관
| 정부        | 대수           | 이름                             | 임기                              | 비고 |
| ----------- | -------------- | -------------------------------- | --------------------------------- | ---- |
| 제2공화국   | 초대           | 박임항(朴林恒)                   | 1962년 6월 18일~1963년 3월 11일   |      |
| 제2공화국   | 서리           | 조성근(趙性瑾)                   | 1963년 3월 11일~1963년 3월 16일   |      |
| 제2공화국   | 2대            | 조성근(趙性瑾)                   | 1963년 3월 16일~1963년 12월 17일  |      |
| 제3공화국   | 3대            | 정낙은(鄭樂殷)                   | 1963년 12월 17일~1964년 5월 11일  |      |
| 제3공화국   | 4대            | 전예용(全禮鎔)                   | 1964년 5월 11일~1966년 12월 27일  |      |
| 제3공화국   | 5대            | 김윤기(金允基)                   | 1966년 12월 27일~1967년 10월 3일  |      |
| 제3공화국   | 6대            | 주원(朱源)                       | 1967년 10월 3일~1969년 2월 17일   |      |
| 제3공화국   | 7대            | 이한림(李翰林)                   | 1969년 2월 17일~1971년 6월 4일    |      |
| 제3공화국   | 8대            | 태완선(太完善)                   | 1971년 6월 4일~1972년 1월 4일     |      |
| 제3공화국   | 9대            | 장예준(張禮準)                   | 1972년 1월 4일~1973년 12월 3일    |      |
| 제4공화국   | 9대            | 장예준(張禮準)                   | 1972년 1월 4일~1973년 12월 3일    |      |
| 10대        | 이낙선(李洛善) | 1973년 12월 3일~1974년 9월 18일  |                                   |      |
| 11대        | 김재규(金載圭) | 1974년 9월 18일~1976년 12월 4일  |                                   |      |
| 12대        | 신형식(申泂植) | 1976년 12월 4일~1978년 12월 22일 |                                   |      |
| 13대        | 고재일(高在一) | 1978년 12월 22일~1979년 12월 4일 |                                   |      |
| 14대        | 최종완(崔鍾浣) | 1979년 12월 14일~1980년 9월 2일  |                                   |      |
| 15대        | 김주남(金周南) | 1980년 9월 2일~1982년 1월 4일    |                                   |      |
| 15대        | 김주남(金周南) | 1980년 9월 2일~1982년 1월 4일    | 제5공화국                         |      |
| 16대        | 김종호(金宗鎬) | 1982년 1월 4일~1983년 10월 15일  |                                   |      |
| 17대        | 김성배(金聖培) | 1983년 10월 15일~1986년 1월 8일  |                                   |      |
| 18대        | 이규효(李圭孝) | 1986년 1월 8일~1987년 12월 15일  |                                   |      |
| 19대        | 최동섭(崔同燮) | 1987년 12월 15일~1988년 12월 5일 |                                   |      |
| 19대        | 최동섭(崔同燮) | 1987년 12월 15일~1988년 12월 5일 | 노태우 정부                       |      |
| 20대        | 박승(朴昇)     | 1988년 12월 5일~1989년 7월 19일  |                                   |      |
| 21대        | 권영각(權寧珏) | 1989년 7월 19일~1990년 9월 19일  |                                   |      |
| 22대        | 이상희(李相熙) | 1990년 9월 19일~1991년 2월 18일  |                                   |      |
| 23대        | 이진설(李鎭卨) | 1991년 2월 18일~1991년 12월 19일 |                                   |      |
| 24대        | 서영택(徐榮澤) | 1991년 12월 19일~1993년 2월 25일 |                                   |      |
| 김영삼 정부 | 25대           | 허재영(許在榮)                   | 1993년 2월 26일~1993년 3월 8일    |      |
| 김영삼 정부 | 26대           | 고병우(高炳佑)                   | 1993년 3월 8일~1993년 12월 21일   |      |
| 김영삼 정부 | 27대           | 김우석(金佑錫)                   | 1993년 12월 21일~1994년 12월 23일 |      |

### 건설교통부 장관
| 정부        | 대수 | 이름           | 임기                              | 비고                                |
| ----------- | ---- | -------------- | --------------------------------- | ----------------------------------- |
| 김영삼 정부 | 초대 | 오명(吳明)     | 1994년 12월 24일~1995년 12월 21일 |                                     |
| 김영삼 정부 | 2대  | 추경석(秋敬錫) | 1995년 12월 21일~1997년 3월 6일   |                                     |
| 김영삼 정부 | 3대  | 이환균(李桓均) | 1997년 3월 6일~1998년 3월 3일     |                                     |
| 김대중 정부 | 4대  | 이정무(李廷武) | 1998년 3월 3일~1999년 5월 24일    |                                     |
| 김대중 정부 | 5대  | 이건춘(李建春) | 1999년 5월 24일~2000년 1월 14일   |                                     |
| 김대중 정부 | 6대  | 김윤기(金允起) | 2000년 1월 14일~2001년 3월 26일   |                                     |
| 김대중 정부 | 7대  | 오장섭(吳長燮) | 2001년 3월 26일~2001년 8월 22일   |                                     |
| 김대중 정부 | 8대  | 김용채(金鎔采) | 2001년 8월 22일~2001년 9월 7일    | DJP 연합이 붕괴되어 장관직에서 사퇴 |
| 김대중 정부 | 9대  | 안정남(安正南) | 2001년 9월 7일~2001년 9월 29일    |                                     |
| 김대중 정부 | 10대 | 임인택(林寅澤) | 2001년 9월 29일~2003년 2월 26일   |                                     |
| 노무현 정부 | 11대 | 최종찬(崔鍾璨) | 2003년 2월 27일~2003년 12월 28일  |                                     |
| 노무현 정부 | 12대 | 강동석(姜東錫) | 2003년 12월 29일~2005년 3월 29일  |                                     |
| 노무현 정부 | 13대 | 추병직(秋秉直) | 2005년 4월 6일~2006년 11월 15일   |                                     |
| 노무현 정부 | 14대 | 이용섭(李庸燮) | 2006년 12월 11일~2008년 2월 29일  |                                     |

### 국토해양부 장관
| 정부        | 대수 | 이름           | 임기                           | 비고 |
| ----------- | ---- | -------------- | ------------------------------ | ---- |
| 이명박 정부 | 초대 | 정종환(鄭鍾煥) | 2008년 2월 29일~2011년 6월 1일 |      |
| 이명박 정부 | 2대  | 권도엽(權度燁) | 2011년 6월 2일~2013년 3월 11일 |      |

### 국토교통부 장관
| 정부        | 대수     | 이름           | 임기                              | 비고                         |
| ----------- | -------- | -------------- | --------------------------------- | ---------------------------- |
| 박근혜 정부 | 초대     | 서승환(徐昇煥) | 2013년 3월 11일~2015년 3월 16일   |                              |
| 박근혜 정부 | 2대      | 유일호(柳一鎬) | 2015년 3월 16일~2015년 11월 11일  | 국회의원 겸직                |
| 박근혜 정부 | 3대      | 강호인(姜鎬人) | 2015년 11월 11일~2017년 6월 21일  |                              |
| 문재인 정부 | 4대      | 김현미(金賢美) | 2017년 6월 21일~2020년 12월 29일  | 국회의원 겸직                |
| 문재인 정부 | 5대      | 변창흠(卞彰欽) | 2020년 12월 29일~2021년 4월 16일  |                              |
| 문재인 정부 | 6대      | 노형욱(盧炯旭) | 2021년 5월 14일~2022년 5월 13일   |                              |
| 윤석열 정부 | 7대      | 원희룡(元喜龍) | 2022년 5월 13일~2023년 12월 25일  | 국회의원 겸직 및 도지사 역임 |
| 윤석열 정부 | 8대      | 박상우(朴庠禹) | 2023년 12월 26일~2025년 7월 29일  |                              |
| 이재명 정부 | 직무대리 | 이상경(李尙暻) | 2025년 7월 29일 ~ 2025년 7월 30일 | 1차관으로 직무대리           |
| 이재명 정부 | 9대      | 김윤덕(金潤德) | 2025년 7월 31일~                  | 국회의원 겸직                |

## 같이 보기
- 국토교통부
- 국토교통부 차관